# Huisgors
De huisgors (Emberiza sahari synoniem: Emberiza striolata sahari), is een lid van de gorzenfamilie.

## Kenmerken
Een huisgors meet 13,5 centimeter van het puntje van de snavel tot het uiteinde van de staart. De vogel lijkt sterk op de gestreepte gors. De huisgors is van boven minder gestreept en de zwart-witte tekening op de kop is minder sterk contrasterend.
De zang doet denken aan dat van onze vink, de roep is een nasaal tswie.

## Leefwijze
De soort houdt er dezelfde levenswijze op na als onze huismus, en leeft in de omgeving van de mens. Vooral in Marokko is de soort verbazend tam: zij wordt als heilig beschouwd en vliegt ongehinderd de huizen in en uit op zoek naar voedsel.

## Voortplanting
De soort broedt in holtes van gebouwen. De grootte van het legsel varieert van 2 tot 4 eieren. Ze worden in 12-14 dagen uitgebroed.

## Verspreiding en leefgebied
De soort broedt in Noord-Afrika in een band van Marokko in het westen tot Tsjaad in het oosten en zuidelijk tot in Mali in onderling geïsoleerde populaties. Het is in zijn verspreidingsgebied een standvogel. Vaak wordt deze soort nog als ondersoort van de gestreepte gors opgevat, bijvoorbeeld door BirdLife International.
De soort telt twee ondersoorten:
- E. s. sanghae: Mauritanië, noordelijk Senegal en zuidelijk Mali.
- E. s. sahari: van Marokko tot noordelijk Tsjaad.

E. s. sahari broedde voor de eerste keer in Europa in 2023, in Algeciras, Zuid-Spanje.

## Status
De soort komt niet voor in West-Europa. In Marokko breidt de soort zich noordwaarts uit en broedt al in Tanger. Omdat de soort door BirdLife niet erkend wordt, heeft deze gors geen aparte vermelding op de Rode Lijst van de IUCN. De "moedersoort", gestreepte gors, is niet bedreigd en er is geen reden dat de populatie-aantallen van de huisgors een uitzondering op deze status vormen.